# 瘤银鳞蛛
瘤银鳞蛛（学名：Leucauge tuberculata）为肖鞘科银鳞蛛属的动物。在中国大陆，分布于云南等地。该物种的模式产地在云南。